# Produktion
Produktion eller fremstilling er det at frembringe et produkt eller en vare gennem en eller flere processer.
Produktion kan foregå i private hjem (køkkenbord og garage) over mindre værksteder til meget store fabrikker I sidstnævnte tilfælde benævnes produktion også som fabrikation. Ved produktion af større mængder anvedes til tider betegnelsen masseproduktion eller serieproduktion. 
Produktion kan deles op efter produktionstype, eksempelvis filmproduktion, landbrugsproduktion, etc.

## Produktion i Nationalregnskabet
På samfundsplan opgøres værdien af den samlede produktion i Nationalregnskabet. Her defineres et lands produktion som den samlede værdi af al (markedsmæssig samt ikke-markedsmæssig) aktivitet i landet. Med markedsmæssig aktivitet tænkes på varer og tjenester, der fremstilles med salg på et marked for øje. Ikke-markedsmæssige aktiviteter er f.eks. landmænds forbrug af egne produkter i hjemmet, den løbende brugsværdi (lejeværdien) af ejerboliger og produktionen af offentlige tjenester som undervisning og hospitalsbehandlinger, der typisk ikke sælges, men stilles gratis til rådighed for borgerne.
Produktionsværdien i Nationalregnskabet inkluderer værdien af de råvarer og halvfabrikata, som er indgået i produktionsprocessen (kaldet "forbrug i produktionen"). Trækker man værdien af disse fra produktionsværdien, fås værditilvæksten. Afhængigt af, hvordan indirekte skatter medregnes i regnestykket, betegnes værditilvæksten som bruttonationalproduktet (BNP), bruttoværditilvæksten (BVT) eller bruttofaktorindkomsten (BFI). 
Den samlede produktion i samfundet er altså et større tal end bruttonationalproduktet, da råvareforbruget indgår i førstnævnte, men ikke i sidstnævnte. I 2013 udgjorde produktionsværdien i Danmark således 3.371 mia. kr. (målt i basispriser). Heraf udgjorde værdien af forbrug i produktionen imidlertid over halvdelen, nemlig 1.767 mia. kr. Selve bruttoværditilvæksten var dermed "kun" 1.604 mia. kr., og bruttonationalproduktet (som er lig med bruttoværditilvæksten tillagt produktskatter fratrukket produktsubsidier) var 1.858 mia. kr.